# Golczowice (Prudnik)
Pour les articles homonymes, voir Golczowice.
Golczowice est une localité polonaise du gmina de Głogówek, située dans le powiat de Prudnik (voïvodie d'Opole).